# Орден Почёта (Армения)
Орден Почёта — государственная награда Армении. Была учреждена 27 июля 2000 года. Ею награждаются иностранные граждане за исключительные заслуги перед Республикой Армения в деле защиты её государственных и национальных интересов, независимости и становления демократии, за значительный вклад в становление, упрочение и развитие дружбы с Республикой Армения, а также в дело укрепления мира между народами.

## Положение о награде
1. Награждение орденом Почёта производится за защиту государственных и национальных интересов Республики Армения, за особые заслуги в утверждении независимости, демократии, за установление, укрепление и развитие дружбы с Республикой Армения, а также за значительный вклад в укрепление мира между народами.
2. Орденом Почёта награждаются:

а) главы иностранных государств и правительств;
б) дипломатические представители иностранных государств;
в) иностранные политические деятели, деятели экономики, культуры, общественные деятели, благотворители;
г) представители международных организаций, не являющиеся гражданами Республики Армения;
д) иностранные религиозные деятели.
После учреждения в 2010 году ордена Славы, статут ордена был изменен, им стали награждаться и граждане Армении.

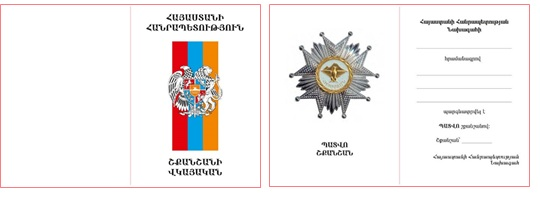
Свидетельство о награждении орденом

Награждение орденом может быть произведено как по личной инициативе Президента Республики Армения, так и на основании ходатайства. Ходатайство о награждении орденом Почёта может быть возбуждено исключительно Премьер-министром Республики Армения.

## Кавалеры ордена
В период правления Президента Армении С. Саргсяна (с 9 апреля 2008 года) орденом были награждены 75 человек.
- Тони Айомми
- Карен Шахназаров
- Никита Симонян
- Армен Джигарханян
- Геворк Вартанян
- Жан Жансем
- Ким Бакши
- Мишель Легран
- Мишель Платини
- Евгений Кисин
- Тонино Гуэрра
- Брайан Мэй
- Жерар Коллон
- Владимир Соловьёв
- Армений Шашкисян
- Иван Лавринюкян
- Алер Туберкулян
- Павелян Зуриносян